# Усбю
Усбю (швед. Osby швед. вимова: [ˈûːsbʏ])) — місто на півдні Швеції, лен Сконе. Адміністративний центр комуни Усбю.
Населення міста — 7 758 осіб (2020)
Усбю розташований приблизно за 33 км на північ від Гесслегольма , приблизно за 50 км на північ від Крістіанстада та приблизно за 25 км на південь від Ельмгульта. Місто розташоване на березі озера Усбюшон, яке кілька кілометрів на південь перетинає Гельге. Драйон протікає через центр Усбю.

## Історія
Район Йоїнге був неспокійним дансько-шведським кордоном до 1658 року, коли Сконе перейшов до Швеції, а потім став центром антишведських заворушень «вільних стрільців».
Швидкому розвитку села як місцевого економічного і торговельного центру сприяло будівництво в 1862 році залізниці та станції в Усбю. Найвідомішим підприємством, пов'язаним з Усбю, є компанія іграшок BRIO, заснована в 1884 році, яка мала свою штаб-квартиру до 2006 року. В Усбю знаходиться музей іграшок виробництва BRIO (Lekoseum) 
.

## Транспорт

### Автотранспорт
Містечко розташоване на національній дорозі 15 (Ріксвег 15; Карлсгамн – Маркарюд – Гальмстад), яка перетинається з національною дорогою 23 (Ріксвег 23; Мальме – Векше – Лінчепінг) на схід від Усбию. В Естано, за кілька кілометрів на південь від Усбю, державна дорога 19 (Riksväg 19) приєднується до дороги 23, що прямує через Крістіанстад у напрямку до Істада.

### Залізниця
У містечку є станція на залізниці Мальме — Катрінегольм (Södra stambanan).